# Sibirenauta pictus
Sibirenauta pictus е вид охлюв от семейство Physidae. Видът не е застрашен от изчезване.

## Разпространение и местообитание
Разпространен е в Канада (Северозападни територии и Юкон), Русия (Алтай, Бурятия, Иркутск, Камчатка, Красноярск и Тува) и САЩ (Аляска).
Обитава крайбрежията на сладководни и полусолени басейни и потоци.